# British Columbia Highway 17
Der British Columbia Highway 17 hat seinen Beginn in Victoria auf Vancouver Island, führt von dort zum Fährhafen Swartz Bay und findet am Fährhafen Tsawwassen seine Fortsetzung auf dem kanadischen Festland. Er endet nach einer Gesamtlänge von 73 km am Highway 1 in Surrey. Der Highway ist auf seiner gesamten Länge vierspurig ausgebaut und als sogenannte Core Route Bestandteil des kanadischen National Highway System.

## Verlauf

### Vancouver Island
Der Highway beginnt an der Nordwestecke des Beacon Hill Parks in Victoria. Er zweigt dort vom Highway 1 nach Nordosten ab, führt jedoch dann die ersten neun Kilometer parallel zum Highway 1. Bereits sieben Kilometer nach Beginn hat der Highway Victoria verlassen und durchquert jetzt die Gemeinde Saanich. Highway 17 hält seinen Kurs nordwärts, während Highway 1 westwärts sich abwendet. Zwei Kilometer später zweigt Highway 17A nach Westen ab. Dieser bildet eine Route parallel zu Highway 17 entlang des Westufers der Saanich-Halbinsel, auf der jetzt beide Highways in nördlicher Richtung führen. Highway 17 streift das Ostufer des Elk Lakes um dann bei Kilometer 22 auf die Meeresküste zur Strait of Georgia zu treffen. Der Highway streift dabei die Außenbezirke von North Saanich. Die letzte Kommune auf Vancouver Island, durch die der Highway führt, ist Sidney. In Sidney liegt auch der Flughafen Victoria International, der durch Highway 17 erschlossen wird. Kurz vor dem Swartz Bay Ferry Terminal, dem Fährhafen von BC Ferries nördlich von Sidney, stößt Highway 17A wieder zum Highway 17. Das Teilstück auf Vancouver Island endet hier und wird durch die Fährlinie zum Festland fortgesetzt.

### Festland
Die Fortsetzung des Highway erfolgt auf dem Festland, am Fährhafen von Tsawwassen. Die Straße führt dabei über einen zwei Kilometer langen Damm, der den Fährhafen mit dem Festland verbindet. Nach Erreichen des Festlandes führt der Highway nördlich der Gemeinde Tsawwassen. Der Highway führt durch den östlichen Randbereich der Gemeinde Ladner, um nach ca. 14 km auf den Highway 99 zu stoßen. Der folgende Abschnitt, die South Fraser Perimeter Road, ist ein Neubau, der im Dezember 2013 eröffnet wurde. Diese Route führt entlang des Südufers des Fraser Rivers, sie kreuzt die Highways 91, 1A/99A sowie 1, ohne jedoch entsprechende Anschlussstellen zu diesen Highways. Am Surrey Bend Regional Park führt die Route nach Süden wiederum zum Highway 1, wo auch entsprechend ein Anschluss besteht. Der Highway 17 endet dort und führt als Highway 15 weiter nach Süden.